# Брайтшайд (Гессен)
Брайтшайд (нем. Breitscheid (Hessen)) — община в Германии, в земле Гессен. Подчиняется административному округу Гиссен. Входит в состав района Лан-Дилль.  Население составляет 4895 человек (на 31 декабря 2010 года). Занимает площадь 31,74 км².